# Bitarová
Bitarová este o comună slovacă, aflată în districtul Žilina din regiunea Žilina. Localitatea se află la altitudinea de 380 m deasupra n.m., se întinde pe o suprafață de 3,64 km2 și în 2017 număra 751 de locuitori.

## Istoric
Localitatea Bitarová este atestată documentar din 1393.

## Demografie
| An:                | 1994 | 2004    | 2014    | 2024    |
| ------------------ | ---- | ------- | ------- | ------- |
| Număr de persoane: | 540  | 627     | 742     | 907     |
| Diferență:         |      | +16,11% | +18,34% | +22,23% |

| An:                | 2023 | 2024   |
| ------------------ | ---- | ------ |
| Număr de persoane: | 885  | 907    |
| Diferență:         |      | +2,48% |